# Doppiaggio
     Doppiaggio esclusivamente per bambini, altrimenti solo sottotitoli
     Aree miste: paesi che utilizzano occasionalmente il doppiaggio, altrimenti solo sottotitoli
     Speaker: paesi che di solito utilizzano un lettore o una coppia di lettori laddove è udibile la colonna sonora originale in sottofondo
     Doppiaggio generale: paesi che utilizzano esclusivamente il doppiaggio sia per film sia per serie TV

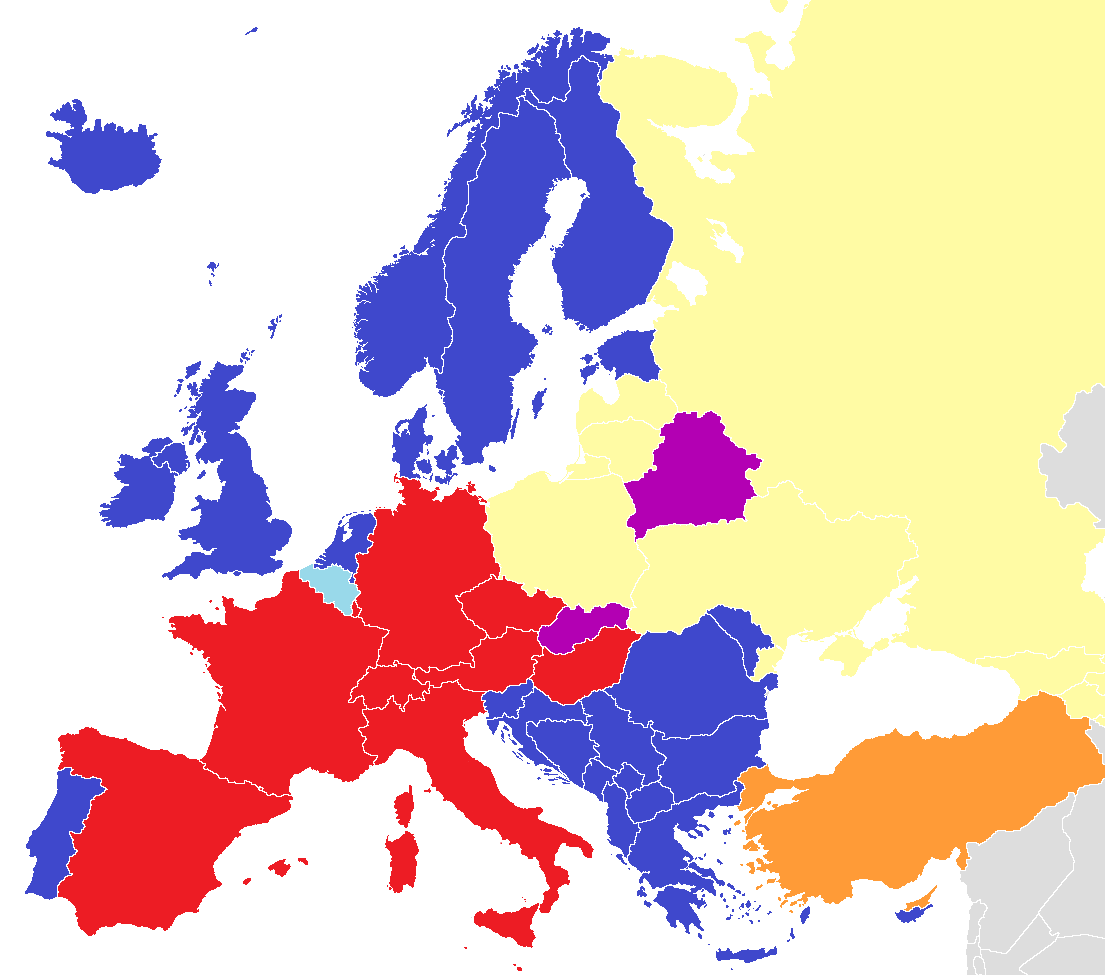
Tipi di doppiaggio in Europa:
Doppiaggio esclusivamente per bambini, altrimenti solo sottotitoli
Aree miste: paesi che utilizzano occasionalmente il doppiaggio, altrimenti solo sottotitoli
Speaker: paesi che di solito utilizzano un lettore o una coppia di lettori laddove è udibile la colonna sonora originale in sottofondo
Doppiaggio generale: paesi che utilizzano esclusivamente il doppiaggio sia per film sia per serie TV
Paesi che utilizzano occasionalmente il doppiaggio e che in genere usano versioni doppiate di altri paesi poiché le loro lingue non sono così differenti le une dalle altre e il pubblico è in grado di comprenderle senza problemi (Bielorussia, Slovacchia e regolarmente le regioni francofona e germanofona del Belgio, mentre nelle Fiandre ai sottotitoli si alterna occasionalmente il doppiaggio in fiammingo)

Il doppiaggio è un processo di post-produzione utilizzato nella produzione di film e video in cui le registrazioni aggiuntive o supplementari vengono sincronizzate con le labbra e missate con il suono di produzione originale per creare la colonna sonora finita, in modo da rendere l'opera comprensibile nel paese di diffusione. Viene quindi sostituita la voce originale di un attore, o di un personaggio, con quella di un doppiatore. Gli ambiti in cui è maggiormente utilizzato sono il cinema, la televisione, l'animazione e la pubblicità (messaggi radiofonici o televisivi), ma anche altre opere, quale i videogiochi, ma anche le videoguide.

## Motivazioni
I motivi per cui si ricorre al doppiaggio sono:
- Dare voce ai personaggi dei film d'animazione o a neonati, oggetti, marionette, animali e altro in una lingua diversa da quella di origine.
- Sostituire la voce di un attore privo di fonogenia o che presenta un'eccessiva inflessione dialettale.
- Realizzare la traccia audio di film non girati in presa diretta, alla quale si può rinunciare in scene problematiche o a causa di fattori ambientali (quali vento, pioggia, ecc.).
- Rimediare a un sonoro in presa diretta mal riuscito o con un eccessivo rumore d'ambiente.
- Aggiungere al film o agli spot pubblicitari una voce fuori campo visivo o speaker.
- Poter far recitare più liberamente attori di diverse nazionalità impegnati nello stesso film, come accade spesso nelle coproduzioni europee: il doppiaggio, previsto già in pre-produzione, viene poi realizzato in più lingue mantenendo parte del sonoro in presa diretta.
- Sostituire la voce di attori non professionisti, che non riescono a recitare con precisione le battute del copione. È una situazione che spesso il regista prevede fin dai provini, come accadeva, ad esempio, in molti film del neorealismo; l'intento, in questi casi, è quello di mantenere la spontaneità della recitazione, rimediando ai piccoli errori col successivo doppiaggio, un esempio eclatante si ha con David Prowse, attore culturista nei panni di Dart Fener in Guerre stellari (trilogia originale) e doppiato da James Earl Jones[1].

## Etimologia
In lingua inglese il significato della parola dub per indicare la presenza di una traccia sonora in lingua diversa entrò in uso negli anni Venti, decennio in cui fu introdotto il cinema sonoro. È sostanzialmente l'abbreviazione di dubbing, che aveva ben quattro significati leggermente distinti, ovvero: la pratica di ri-registrare un film completato; reincidere il dialogo da mixare agli effetti sonori; sincronizzare l'audio alla fotografia, pratica usata negli ultimi anni del cinema muto; e sincronizzare dialoghi in lingua straniera, che era più correttamente noto come doubling, dal verbo to double, ovvero duplicare, raddoppiare, che per estensione venne chiamato, e in seguito conosciuto maggiormente, dubbing, ovvero duplicazione/duplicato, raddoppio, rinomina, ridefinizione.
In lingua francese fu chiamato doublage, termine già usato per indicare la sostituzione di un attore con un altro.
Negli scritti in italiano dei primissimi anni Trenta sono presenti sia i vocaboli originali che gli adattamenti italiani, a discrezione dello scrittore: doublage, doubling, dubbing, doppio, doppiato e doppiaggio; oltre che parlato. Il termine "doppiaggio" si assesta e prende il predominio a partire dal 1933, derivato dai termini inglese e francese.

## Storia
Alla sua nascita, il cinema era esclusivamente un'arte visiva. In seguito, con l'aggiunta di testi alla pellicola, musica e più avanti dell'audio, se ne ampliarono le prospettive. Nel 1926 nasce il cinema sonoro e nel 1929, dopo tre anni di sviluppo, si diffuse in tutto il mondo, decretando la fine dell'epoca del cinema muto. Sin dall'inizio, tra i tanti problemi introdotti dal sonoro, il problema maggiore era come pubblicare un film parlato in una certa lingua in un altro paese che ne utilizzava una diversa.
Il doppiaggio non era stato ancora inventato e le grandi case di produzione statunitensi (Warner Bros., MGM, Paramount e Fox tra le altre), per non perdere il mercato europeo per via della barriera della lingua (solo nel Regno Unito si parlava la stessa lingua degli USA) decisero di ricorrere a una metodica decisamente avanguardistica ma molto macchinosa: lo stesso film veniva girato più volte in diverse lingue per farlo comprendere alle altre nazioni. Alcune volte venivano sostituiti gli attori di contorno con altri attori improvvisati ma che parlassero quella lingua straniera; a volte gli attori di contorno rimanevano gli stessi ma si improvvisavano poliglotti o si facevano doppiare dal vivo con voci straniere fuori campo dietro le cineprese che parlavano, mentre gli attori davanti alla cinepresa recitavano muovendo solo la bocca fingendo di parlare, recitando quindi muti. Ma gli attori principali dovevano rimanere sempre gli stessi ed erano perciò costretti a recitare tutte le differenti versioni in tutte le lingue, leggendo sugli appositi gobbi – cartelli dietro le cineprese – in cui era riportata la pronuncia fonetica delle parole e non la loro trascrizione esatta.

Il cinefonico durante un doppiaggio a Cinecittà (1972)

A Hollywood quasi tutti i film subirono questo procedimento, venendo girati in più lingue in maniera da coprire tutti i mercati europei: le lingue utilizzate erano molto spesso lo spagnolo, il francese (il più utilizzato; ad esempio esiste un doppiaggio di Blanche-Neige et les Sept Nains realizzato a Hollywood nel 1938 ma rifiutato dalla Francia per la bassissima qualità), il tedesco e l'italiano. Non tutte queste triple o quadruple versioni sono sopravvissute, in particolare molte versioni girate in italiano sono andate perdute. Il caso più conosciuto a tale proposito è quello dei comici Stan Laurel e Oliver Hardy (Stanlio e Ollio) che recitando i primi film direttamente in italiano con la cadenza tipica dell'inglese crearono un vero e proprio «marchio di fabbrica» che costrinse i successivi doppiatori italiani a mantenere la stessa inflessione in fase di doppiaggio dei successivi film.
Dopo i primi pionieristici tentativi alla fine degli anni 1920, a partire dal 1930 il doppiaggio diventa un procedimento a cui si ricorre sempre più frequentemente per l'esportazione dei film in altre nazioni e con esso scompare la tecnica delle versioni multiple. Così tutti i film statunitensi che uscirono in Europa ebbero voci diverse da quelle originali. Così fu per Spagna, Francia, Germania e Italia: in particolare, proprio questo paese sin dall'inizio si rivelò talentuoso e prolifico nei riguardi di questa innovazione, tanto che Benito Mussolini e il regime fascista promulgarono un'apposita legge di stato che proibiva di far circolare i film stranieri in una lingua differente dall'italiano al fine di mantenere viva la lingua della nazione.
L'Italia è una delle nazioni che più utilizza il doppiaggio, e vi esiste una lunga e consolidata tradizione con un alto grado di specializzazione e con la presenza di professionalità di spicco. Il primo stabilimento di doppiaggio in Italia fu aperto nell'estate 1932. In genere viene citato il periodo del fascismo come causa di tale pratica, ma in realtà gli Stati Uniti con il Piano Marshall supportarono notevolmente il doppiaggio per avere un ritorno economico e culturale.

## Caratteristiche del doppiaggio
La localizzazione linguistica di un'opera è sempre un'operazione complessa e potenzialmente controversa: è evidente la difficoltà di conservare interamente il senso, lo stile e le sfumature della versione originale. Le tecniche di localizzazione e la traduzione finalizzata al doppiaggio non fanno eccezione, anzi presentano taluni elementi problematici diversi rispetto a quelli che si incontrano, per esempio, nella traduzione di un libro.
Se da un lato si perdono alcuni importanti tratti dell'opera originale, dall'altro, per mezzo del doppiaggio, si ottiene un prodotto fruibile da milioni di persone in più, e un buon gruppo di doppiatori aggiunge quelle capacità interpretative fondamentali a rendere naturale il risultato.
Tutte le tecniche di localizzazione (quindi anche i sottotitoli, voci fuori campo visivo) vivono i problemi della traduzione, ma senza di esse sarebbe impossibile per una larga parte della popolazione di un paese fruire di molti prodotti audiovisivi stranieri.

### Ritmo e sincronismo labiale
Un buon doppiaggio non deve solo rispettare il senso, ma essere coerente con quanto avviene nella scena e rispettare il ritmo delle frasi, la gestualità, le lunghezze e il sincronismo labiale, cioè il movimento delle labbra degli attori. Dato che è raro che la traduzione più fedele abbia anche la stessa lunghezza della frase originale - ossia che abbia pressappoco lo stesso numero di sillabe - il traduttore-dialoghista deve modificarne la costruzione affinché raggiunga una sincronizzazione soddisfacente. Un bravo professionista riesce a raggiungere un risultato ottimale senza sacrificare la fedeltà alla versione originale.

### Recitazione
Il doppiaggio sostituisce le voci originali di personaggi e attori e quindi una parte dell'interpretazione originale, che coinvolge i toni, la pronuncia, il timbro della voce, l'intonazione e l'interazione ritmica tra i movimenti e la voce stessa. Di conseguenza, ne risulta modificato anche l'intento approvato originariamente dal regista dell'opera.
Il doppiatore, tuttavia, è un interprete specializzato nella funzione attoriale specifica della parte vocale. Interpreta le battute cercando di aderire con la propria recitazione alle movenze e al labiale dell'attore originale, interagendo con la scena e il personaggio. Il gruppo di lavoro adatta inoltre i dialoghi per il pubblico di un'altra nazione. Una buona localizzazione, quindi, offre una nuova interpretazione e dà una nuova voce a un personaggio. La qualità di questa nuova interpretazione – pari, migliore, inferiore, o diversa - è legata alla professionalità e al talento del doppiatore e di coloro che hanno preparato il materiale, alla professionalità del direttore del doppiaggio, al tempo e ai finanziamenti a disposizione.
Poiché, come nelle riprese di un film, anche nel doppiaggio è necessario effettuare più registrazioni di una stessa scena per ottenere il risultato ottimale, il tempo e i finanziamenti a disposizione sono un elemento centrale. Questo aspetto è il motivo per cui generalmente il doppiaggio di un film per il cinema raggiunge, da un punto di vista della recitazione, un livello superiore rispetto al doppiaggio per il comparto televisivo ove i fondi sono più limitati.
Quando si introduce un doppiaggio, quindi, specialmente in relazione ai tempi a disposizione ma anche rispetto alle capacità professionali dei doppiatori, si introduce un elemento: la possibilità che il risultato finale esprima qualcosa di qualità pari, superiore, inferiore o diversa rispetto all'opera originale.
In alcuni casi, anche se il prodotto è nella stessa lingua di produzione e di ricezione, la recitazione di attori che sul fronte dell'uso della voce hanno un qualche tipo di carenza è risolta dall'intervento dell'attore doppiatore. Ciò avviene frequentemente nella pubblicità, dove è un determinato volto può non avere la voce cercata dall'impresa, ma anche nei prodotti filmici. Un esempio è tutta la prima parte della carriera interpretativa di Bud Spencer e Terence Hill o di Edwige Fenech, che sono stati doppiati, per ragioni di pulizia vocale, anche nella loro lingua.

### Doppiare più lingue
Se i personaggi di un film recitano in due o più lingue, il ricorso integrale al doppiaggio, se usato in maniera non accorta oppure in una situazione particolarmente delicata, può limitare la comprensione delle scene. Lo spettatore non ha modo di sapere quale diversa lingua è usata dai diversi personaggi, il che può ingenerare una serie di equivoci: ad esempio sui rapporti originali fra i personaggi, su chi è in grado o meno di capire cosa viene detto da un certo personaggio o, addirittura, sul significato di intere scene.
Nel film Brother di Takeshi Kitano, ad esempio, i personaggi statunitensi spesso non comprendono quello che dice il protagonista giapponese (interpretato dallo stesso Kitano). Nella versione italiana, però, tutte le battute sono tradotte nella stessa lingua, e lo spettatore non è in grado di percepire la barriera linguistica esistente tra i personaggi, col risultato di non cogliere appieno il significato di certi dialoghi. Lo stesso problema è riscontrabile anche nel film francese L'appartamento spagnolo di Cédric Klapisch del 2002, film nel quale si fa ampio uso del francese, dello spagnolo e dell'inglese, oltre a qualche dialogo in catalano e italiano. Nella versione italiana tutto è tradotto, il che ha tolto significato ad alcuni dialoghi e spogliato l'opera del multilinguismo che costituiva uno degli elementi della storia narrata. Nella versione spagnola di Bastardi senza gloria di Quentin Tarantino, la scena dello scantinato risulta incomprensibile: il tenente Ichox chiede di poter parlare in inglese (dato che precedentemente gli altri avevano parlato in tedesco), ma tutto ciò è espresso in spagnolo.
Nella commedia La fontana dell'amore, con Kristen Bell, la protagonista Beth, giunta in Italia dagli Stati Uniti, si trova ad una festa di matrimonio in un ristorante romano, e deve fare un discorso, in quanto damigella d'onore, ad un gruppo di invitati italiani. Parlando solo in inglese, nessuno la capisce, così interviene il co-protagonista del film, Josh Duhamel, americano anch'egli ma che conosce qualche parola d'italiano, il quale, prendendo il microfono, chiede ai commensali, in lingua italiana, di applaudire, in modo che la ragazza americana termini il monologo che nessuno riesce a comprendere; segue quindi l'applauso, che la protagonista interpreta come un'accettazione e un ringraziamento per ciò che ha detto. Nel doppiaggio del film in italiano tutto questo viene alterato sensibilmente. Qui, durante il discorso della protagonista (in italiano), Duhamel semplicemente entra in scena, prende il microfono per dare una mano a Beth e dichiara di essere in imbarazzo nel parlare davanti ad un così vasto pubblico e che un applauso d'incoraggiamento per entrambi, sarebbe d'aiuto.
In altri casi, invece, una gestione accorta del problema produce un risultato meno invasivo (ad esempio si doppia solo la lingua originale del film, e non quelle straniere che si sentono in esso). Nel film L'ultimo samurai, ad esempio, c'è una barriera linguistica tra due culture: quella del protagonista (Tom Cruise), che parla inglese, e quella degli abitanti del villaggio, che parlano giapponese. In fase di doppiaggio è stato doppiato tutto il parlato inglese (sia quando parla Cruise sia quando parlano i giapponesi) mentre il parlato giapponese è stato lasciato in giapponese (anche se, per uniformità di voce, con le rispettive voci dei doppiatori italiani). Il risultato è che il film è comprensibile e al tempo stesso mantiene le differenze linguistiche della versione in lingua originale.
Capita inoltre a volte che due attori dialoghino tra di loro con l'aiuto di un interprete, e, se tutta la scena viene tradotta nella stessa lingua, la presenza di un interprete diventa non comprensibile. Tipicamente, l'adattatore-dialoghista sceglie di sostituire alla meno peggio le battute dell'interprete con frasi di circostanza, o con dei commenti sul dialogo in corso. Un esempio di questa pratica si trova nella versione italiana de Il padrino, in occasione del dialogo fra Michael Corleone (Al Pacino) e Vitelli (Saro Urzì), oppure anche all'inizio del film Il disprezzo di Jean-Luc Godard; o più di recente, nel film "Le Mans '66 - La grande sfida", durante il dialogo fra Enzo Ferrari, e gli imprenditori americani della Ford.
Può capitare che nel film vi siano alcune battute nella stessa lingua usata nel doppiaggio, e che il dialoghista debba in qualche modo manifestare questa differenza di lingua perché funzionale alla scena. Di solito si sostituisce la lingua straniera o la nazionalità del personaggio originale con una simile a quella doppiata, per esempio nella localizzazione verso l'italiano l'eventuale presenza di personaggi o dialoghi in lingua italiana sono spesso sostituiti con lo spagnolo (oppure siciliano o un italiano maccheronico, se la nazionalità è funzionale alla trama e il personaggio è stereotipicamente italiano): è così possibile salvare il senso della scena, seppure modificando la situazione originale. Per esempio, nel film Come uccidere vostra moglie (1964), Virna Lisi, che parlava in italiano nella versione originale statunitense, è diventata una ragazza greca nel doppiaggio italiano.
Spesso un dialetto o un accento particolare può essere reso facendo ricorso ai dialetti della lingua del doppiaggio. Nel caso dei film di produzione statunitense, i personaggi di origini italiane che parlano il classico dialetto-slang italoamericano, il "broccolino", nel doppiaggio italiano sono quasi sempre resi con l'accento siciliano o meridionale. I personaggi dei film di mafia, come quelli de Il padrino di Francis Ford Coppola, tutti doppiati secondo lo stesso criterio, hanno addirittura dato vita a un vero e proprio stereotipo. In tal senso è rappresentativo il lavoro su Il grande dittatore di Charlie Chaplin: il personaggio Napoloni (evidente caricatura di Benito Mussolini), nella versione in inglese parla con accento broccolino, nel doppiaggio italiano, invece, Napoloni parla con forte accento romagnolo, il che rende ancora più evidente il riferimento al Duce, dato che era nato in Romagna.
A volte un forte accento della lingua originale può essere reso in doppiaggio con un altro, perché il dato personaggio mantenga tale caratteristica. È il caso della serie televisiva I Simpson in cui il giardiniere Willy, che nella versione originale parla con forte accento scozzese, nella versione italiana ha un marcato accento sardo, giovando anche di una lunga serie di adattamenti culturali nelle battute. Anche ne Gli Aristogatti si è applicato un simile stratagemma, il gatto O'Malley the Alley Cat diventa Romeo er Mejo der Coloseo e la sua provenienza passa da irlandese a romana, parlando romanesco. Il personaggio Lumière del cartone animato La Bella e la Bestia, che in tutti i doppiaggi è caratterizzato da un semplice accento francese, nel doppiaggio francese parla argot, il dialetto parigino. Un altro esempio si trova nella serie televisiva Scrubs: l'infermiera Espinosa è di madrelingua spagnola e spesso fa ricorso alla sua lingua; ma nella versione spagnola l'infermiera diventa italiana e le sue battute sono tradotte in italiano; nella stessa serie, la dottoressa Reed parla come seconda lingua il tedesco, ma nella versione tedesca parla il danese, per differenziare la sua lingua da quella usata per doppiare la serie.

## Figure professionali
Le figure professionali del doppiaggio hanno componenti artistiche e tecniche:
- il traduttore-adattatore o dialoghista, che è il traduttore specializzato che si occupa di localizzare i dialoghi da una lingua all'altra, effettuando - nel rispetto dell'opera originaria - una mediazione culturale che renda comprensibile la narrazione allo spettatore, mantenendo allo stesso tempo il ritmo e il sincronismo labiale del dialogo;
- il direttore del doppiaggio sceglie le voci che più si adattano ai personaggi e dirige gli attori-doppiatori, indicando loro come interpretare le battute per renderle efficaci e adatte allo specifico momento del film;
- il doppiatore, che è essenzialmente un attore in grado di interpretare al meglio il personaggio, al quale presta la propria voce; generalmente deve avere una voce fonogenica, ha una dizione adeguata e priva di inflessioni dialettali; nel caso dei film d'animazione, si ricorre talvolta ad attori o personaggi famosi nello spettacolo (noti in gergo come talent), con una voce riconoscibile dal grande pubblico;
- il doppiatore pubblicitario, un doppiatore particolarmente capace e specializzato nelle tecniche di utilizzo della propria voce in ambito pubblicitario, come nei trailer o negli spot TV;
- l'assistente al doppiaggio, che coordina e pianifica il lavoro, controlla che l'attore-doppiatore sia in sincrono con l'attore sullo schermo, e quando il film era registrato su pellicola preparava le singole scene da doppiare utilizzando i cosiddetti "anelli", spezzoni di pellicola chiusi a formare un anello e quindi proiettabili a ripetizione;
- il sincronizzatore, che cerca di perfezionare il sincronismo tra il labiale e le singole parole pronunciate dal doppiatore (ad esempio allungando o accorciando le pause di silenzio tra una parola e l'altra). Tale attività veniva svolta, fino a tutti gli anni novanta, attraverso l'utilizzo della moviola e operando su pellicola magnetica, mentre attualmente si usa invece un particolare programma gestito da un computer, che permette non solo di spostare battute o aggiungere e togliere pause, ma anche di allungare o accorciare le stesse senza alterare le armoniche del suono, tecnica che favorisce una sincronizzazione più efficace e permette di gestire contemporaneamente un numero considerevole di tracce audio (in genere fino a 30).
- il fonico, dal quale dipende la qualità delle incisioni;
- il mixatore o anche fonico di mix, che miscela le varie tracce audio, riallineando tutti i livelli sonori.

## Tecnica
Innanzitutto, il copione con i dialoghi da recitare viene prima tradotto e poi adattato in base alla cultura e sensibilità del paese di destinazione, cercando di rispettare il labiale dell'attore: ciò il più delle volte è la parte più difficoltosa del lavoro, in quanto è raro che la traduzione più fedele abbia anche la stessa lunghezza della frase originale; il dialoghista-adattatore deve quindi alterare la traduzione quel tanto che basta a raggiungere una sincronizzazione soddisfacente, con la conseguenza però di alterare parte della fedeltà alla versione originale.
Finito il lavoro di traduzione e adattamento, si procede a sezionare il film, che perviene in studio di doppiaggio dotato sia della copia originale, sia della cosiddetta colonna M/E (o colonna internazionale), una colonna sonora completa delle musiche e degli effetti sonori originali ma priva delle voci.
Dopo aver esaminato il film con l'aiuto dell'assistente, il direttore del doppiaggio seleziona vari doppiatori, scegliendo la voce più adatta per ciascun personaggio filmico; dopodiché si passa alla divisione dei vari spezzoni di film – chiamati «anelli» – e infine al doppiaggio vero e proprio, che avviene in una camera insonorizzata dotata di tutte le attrezzature necessarie: un leggio sul quale disporre il copione, un microfono professionale e uno schermo sul quale proiettare la scena da doppiare.
Ogni turno di doppiaggio dura in media tre ore lavorative, cosicché in un giorno si possono avere tre o quattro turni: in ciascuno di essi, il doppiatore vede l'anello alcune volte sentendo in cuffia l'audio con le voci originali degli attori; quindi, leggendo dal copione, prova a recitare le battute in sincronia con le immagini, seguendo le indicazioni del direttore del doppiaggio e ripetendole fino a trovare l'intonazione e il ritmo desiderati.
Il fonico controlla la strumentazione tecnica, separata dalla sala e visibile da un vetro (come negli studi per le registrazioni musicali): il suo compito consiste nel programmare la visione dell'anello da doppiare, equilibrare i livelli delle tracce in incisione e in generale far sì che il prodotto audio che si ottiene sia della migliore qualità.
Terminata questa prima fase del lavoro, attraverso il computer si procede alla ricomposizione di tutte le scene e al missaggio delle tracce audio, ovvero la base musicale del film con gli effetti sonori (colonna M/E) e le tracce con le voci degli attori, eventualmente applicando effetti di post-produzione a queste ultime – voci radiofoniche, voci pensiero, effetto distanza, effetto porta e così via – oppure accorciando o allungando le pause. Procedure identiche sono applicate anche nel doppiaggio di cartoni animati, serie televisive, telefilm o documentari.

## Tipologie
Esistono due principali tipi di doppiaggio:
- doppiaggio in sincrono
- doppiaggio in oversound

### Doppiaggio in sincrono
Questo tipo di doppiaggio prevede che la voce del doppiatore si sostituisca completamente a quella dell'attore originale; per ottenere questo si deve mantenere una maggiore coincidenza possibile dei movimenti labiali dell'attore con la voce prestata, al punto che lo spettatore possa identificare senza fatica la voce del doppiatore col volto dell'attore originale. Per ottenere un buon risultato è necessario che i dialoghi non vengano soltanto tradotti, ma anche adattati, in modo che coincida la lunghezza delle espressioni della lingua originale con quella tradotta e coincidano persino i movimenti labiali di alcune parole chiave; di qui il concetto di sincronizzazione. Inoltre è importante che il doppiatore abbia una voce adatta al personaggio che dovrà doppiare, al punto che negli ultimi anni si privilegiano doppiatori che abbiano anche una vaga rassomiglianza vocale con l'attore originale. Per il doppiaggio in sincrono è inoltre fondamentale che il doppiatore rispetti il più possibile le pause recitative e l'intensità interpretativa dell'attore a cui presta la voce.
Quando si ottiene un buon risultato, si dice che la voce è ben incollata al volto. Un doppiaggio ben fatto può valorizzare se non addirittura migliorare la prestazione dell'attore originale, e allo stesso modo un doppiaggio mal interpretato o scollato può penalizzarla gravemente.

### Doppiaggio inoversound
A differenza del precedente, il doppiaggio in oversound è realizzato con la voce del doppiatore che si sovrappone a quella del personaggio che appare in video, la cui voce in lingua originale rimane udibile in sottofondo. Questa tecnica in Italia è limitata di norma alle interviste e ai documentari. In questo caso non è necessario che la voce sia perfettamente incollata al volto né che vi sia una corrispondenza di intensità interpretativa o equalizzazione adeguata del microfono, tanto che a volte il doppiatore è addirittura di sesso diverso rispetto al personaggio in video. La voce del doppiatore è considerata fuori campo ed è dichiaratamente diversa da quella originale, nei confronti dello spettatore deve quindi sostituire idealmente la voce di un interprete simultaneo.

## Altri metodi di localizzazione
Altri metodi per localizzare un film o altri media sono:
- sottotitolatura: i dialoghi, tradotti nella lingua di destinazione, appaiono durante il film. I sottotitoli sono vincolati alla velocità di lettura dello spettatore.
- lettura dialoghi: uno o più lettori leggono i dialoghi che restano udibili nella loro versione originale (o anche doppiata in una lingua diversa da quella di destinazione).
- intelligenza artificiale generativa: la traduzione viene demandata ad un'intelligenza artificiale.[13][14]

Ogni nazione si è regolata in modo diverso riguardo al doppiaggio: mentre in alcune è largamente diffuso, in altre si preferiscono i sottotitoli o il lettore.
Vari motivi hanno storicamente fatto sì che alcune nazioni abbiano sviluppato tecniche alternative al doppiaggio. Generalmente, il costo del doppiaggio ha fatto sì che le nazioni meno popolose o che hanno (o hanno avuto) difficoltà economiche, non lo abbiano adottato o lo abbiano abbandonato; in altri casi, ad esempio per i paesi di lingua inglese, è disponibile una grande scelta di film senza bisogno di localizzazione e quindi non è stato possibile sviluppare un'ampia industria specifica del doppiaggio per quei pochi film in lingue diverse.
Paesi che - come l'Italia, la Francia, la Spagna o la Germania - vantano una lunga tradizione nel campo, riescono a fornire una migliore qualità rispetto ai paesi in cui il doppiaggio è applicato in modo sporadico.
Inoltre esistono alcuni film per i quali, causa le loro specifiche caratteristiche, non si può scegliere la tecnica di localizzazione del doppiaggio, mentre resta possibile la sottotitolatura e la lettura dei dialoghi: per motivi diversi si possono ricordare La passione di Cristo di Mel Gibson, per il quale sono state usate lingue antiche come il latino e una ricostruzione dell'aramaico e così il doppiaggio annullerebbe il valore linguistico del film; Kukushka - Disertare non è reato, un film in cui i protagonisti sono due soldati, uno russo e uno finlandese, e una donna sami: nessuno conosce la lingua dell'altro (per cui spesso, più che capirsi, si fraintendono) e quindi questa situazione col doppiaggio non potrebbe essere ricostruita.
Con l'avvento del DVD, per lo spettatore è divenuto possibile scegliere in base ai gusti personali tra la versione del film in lingua originale (con o senza sottotitoli) e quella doppiata nella propria lingua (o, a volte, anche in altre lingue); per alcune lingue è disponibile anche l'audio del lettore.

## Critiche al doppiaggio
Il doppiaggio è soggetto a critiche di varia natura. Una in particolare di carattere artistico, secondo la quale vi sono opere che doppiate risulteranno deludenti rispetto alla qualità dell'originale.
Il regista Marco Tullio Giordana sulla questione ha affermato di preferire sempre la versione originale di un film in quanto il doppiaggio comporta una forma di tradimento della stessa, affermando che: "doppiare un film non è come tradurre un romanzo, ma come tradurre una poesia: si tratta di un lavoro complicato". Mentre il regista Pupi Avati ha affermato di non saper giudicare se effettivamente sia meglio la sottotitolatura, che comunque distoglie dalla visione, o il doppiaggio in un film, pur criticando il compiacimento per il loro lavoro che spesso aveva riscontrato nei doppiatori.
In difesa della categoria in seguito alle critiche sollevate nei confronti di alcune opere non doppiate all'altezza delle originali, il doppiatore e direttore di doppiaggio Marco Mete ha affermato che "non è tanto questione di attore o doppiatore, ma di tempi a disposizione. In un momento di crisi la parola d'ordine è "deve costare meno" e i lavori affrettati non sempre garantiscono qualità".
Queste critiche e la problematicità economica hanno indotto all'uso di doppiaggi parziali, come nel caso del videogioco Exoprimal, dove solo la guida artificiale che accompagna e istruisce il giocatore viene doppiata (perlomeno nella versione italiana del gioco), mentre gli altri personaggi rimangono nella lingua nativa, il tutto accompagnato dalla traduzione integrale dei dialoghi fruibile tramite sottotitoli.